# Willygrass Gill
Der Willygrass Gill ist ein Fluss im Lake District, Cumbria, England. Der Willygrass Gill entsteht als Abfluss des Dock Tarn an dessen südwestlichem Ende. Er fließt in einer generell südwestlichen Richtung zwischen dem Stonethwaite Fell im Süden und dem Great Crag im Norden bis zu seiner Mündung in den Stonethwaite Beck südlich des Ortes Stonethwaite.